# Ephraim Salomon Unger

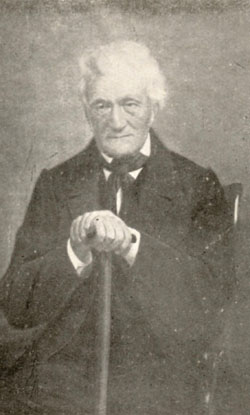
Ephraim Salomon Unger

Ephraim Salomon Unger (* 9. März 1789 in Coswig; † 1. November 1870 in Erfurt) war ein bedeutender Mathematiker und Hochschullehrer. Die von ihm begründete Unger'sche Lehranstalt in Erfurt war Vorläufer des Erfurter Realgymnasiums, aus dem das Heinrich-Mann-Gymnasium Erfurt hervorging.

## Leben

### Kindheit und Studium
Er wuchs in Coswig an der Elbe in einer Familie jüdischen Glaubens auf. 
Sein Vater, David Salomon Unger, stammte aus Preßburg und erhielt als erster Jude im Jahr 1810 das städtische Bürgerrecht in Erfurt. Durch seinen Vater, erhielt er ersten Unterricht über die historischen Bücher der Bibel, die Psalmen und die Proverbien in der Ursprache. Er besuchte die öffentliche Schule von Coswig und bekam Zusatzunterricht durch deren Rektor. 
Mit 13 Jahren ging er zur weiteren Ausbildung nach Berlin an die von Isaak Daniel Itzig gegründete und von Lazarus Bendavid geleitete Jüdische Freischule. Da seine Eltern ihn in Berlin nicht unterstützen konnten, finanzierte er sein Studium durch Erteilung von Privatunterricht im Hebräischen, Französischen und Lateinischen. Durch das Studium einiger mathematischer Stellen im Talmud, und zwar in der Mischnah, wurde sein besonderes Interesse an der Mathematik geweckt. Nach der Besetzung Berlins durch die Truppen Napoleons im Herbst 1806 verließ er die Stadt im Frühjahr 1807 und zog nach Erfurt, wohin sein Vater im Vorjahre übergesiedelt war. Dort bestand er die Aufnahmeprüfung an Universität und wurde am 29. August 1807 immatrikuliert. Er besuchte Vorlesungen in Philosophie bei Johann Christian Lossius, Geschichte bei Jakob Dominikus, Naturwissenschaften bei Johann Jakob Bernhardi, Johann Bartholomäus Trommsdorff, Christian Friedrich Bucholz und Joseph Hamilton sowie Mathematik bei A. F. C. Reichard und Johann Blasius Siegling. Aufgrund guter Zeugnisse bekam er 1808 ein Stipendium des regierenden Herzog von Bernburg, Alexius Friedrich Christian. Sein besonderes Interesse galt der Philosophie Immanuel Kants und der mathematischen Werken Leonhard Eulers. In der angewandten Mathematik lernte er die Mechanik durch Lagrange kennen, die Optik durch Robert Smith und die Astronomie durch Johann Elert Bode. Später kam noch das Studium der Schriften von La Place und Gauß hinzu. 1810 promovierte er an der philosophischen Fakultät auf Grund einer Dissertation über die Entstehung der trigonometrischen Funktionen und wurde zugleich Magister.

### Lehrtätigkeit an der Erfurter Universität
Im Winterhalbjahr 1810/11 hielt er seine erste mathematische Vorlesung an der Universität Erfurt und seitdem ununterbrochen bis zu ihrer am 12. November 1816 erfolgten Aufhebung. Außerdem las er auch Philosophie und wurde nach dem Tod von Lossius damit betraut, die von demselben begonnenen Vorträge über Logik zu vollenden. Seine mathematische Vorträge hielt er auch unabhängig von der Universität, bis zum Jahre 1826 in der Regel jeden Winter. Seine Zuhörer waren anfangs die Offiziere der französischen Garnison, später die Mitglieder des topographischen Bureaus. Die Offiziere der Erfurter Regimenter wurden auf Veranlassung des Generalleutnants von Jagow zum Besuche der Kriegsschule vorbereitet. Seine Ausbildung als Lehrer begann mit dem Jahre 1811, zu welcher Zeit ihm die Stelle eines Lehrers der Mathematik bei der unter Leitung des Direktors Weingärtner zu Erfurt bestehenden Erziehungs- und Unterrichtsanstalt übertragen wurde. In dieser Stellung, der er besonders die Ausbildung seiner Methode des Unterrichts verdankt, verblieb er bis zu der 1821 erfolgten Auflösung der Anstalt.

### Gründung der Ungerschen Lehranstalt in Erfurt
Im März 1820 eröffnete er in Gemeinschaft mit seinem Bruder, dem königlichen Bauleiter und späteren Hofagenten David Unger eine mathematische Privatlehranstalt, die bald zahlreiche Schüler hatte und auch von Ausländern gern besucht wurde. Diese Anstalt wandelte er 1834 in eine förmliche Realschule um, „um dem lange gefühlten Mangel einer wissenschaftlichen Bildungsanstalt für alle diejenigen, welche keine Universität besuchen wollen oder können, entgegenzukommen. Sie sollte allen. die Fabrikanten, Kaufleute, Künstler werden, oder sich dem Bau-, Berg-, Forst-, Steuer-, Postfach oder der Landwirthschaft widmen, genug, einen technisch praktischen Beruf ergreifen wollten, die nöthige wissenschaftliche Unterlage geben.“ Wenn auch die Idee der Realschulen, d. h. der Anstalten, welche eine hauptsächlich auf den sogenannten Realien (wie Geschichte und Geographie) beruhende höhere Bildung zu vermitteln geeignet sind, schon von August Hermann Francke ausgesprochen und verwirklicht worden war, so ist doch die Einführung des mathematisch-naturwissenschaftlichen Fachs als didaktischen Zentrums Unger’s Verdienst. Zu seinen bekanntesten Schülern gehörte der spätere Bauingenieur und Unternehmer John Augustus Roebling (1806–1869), der Erbauer der Brooklyn Bridge in New York City.
Der ursprüngliche Aufschwung, den die Unger’sche Anstalt genommen hatte, erreichte bald infolge des Entstehens öffentlicher Realschulen in den thüringischen Nachbarstädten (Nordhausen, Gotha, Saalfeld, Meiningen, Eisenach) sein Ende, und da die Schule von keiner Seite Unterstützung erhielt, so musste ihr Leiter infolge finanzieller Schwierigkeiten seine Realschule nach zehnjährigem Bestehen Ostern 1844 auflösen. Dadurch wurde die Stadt Erfurt genötigt, durch Begründung einer öffentlichen Realschule dem einmal anerkannten Bedürfnisse entgegenzukommen. Lehrer und Schüler der Unger’schen Privatanstalt gingen in die provisorisch eingerichtete städtische Anstalt, deren Ziele höher gesteckt waren, als sie bei jener vorgeschwebt hatten, über. Der ursprüngliche Begründer der Schule musste dabei wegen seiner jüdischen Konfession auf die Leitung dieser öffentlichen Anstalt verzichten. Zunächst wurde er durch Honorarvertrag als Lehrer der Mathematik in den obersten Klassen beschäftigt, bis am 6. September 1848 seine definitive Anstellung erfolgte. Am 23. Oktober desselben Jahres erhielt er seine Berufung als Oberlehrer und am 24. Mai 1849 wurde er zum Professor ernannt.

### Forschung und publizistische Tätigkeiten
Neben der stets zunehmenden praktischen Tätigkeit publizierte er zahlreiche Werke über den Rechenunterricht und über die anderen Zweige der niederen und höheren Mathematik. Zudem entwarf er einen Plan für die Gothaer Lebens und Feuerversicherung, da er den in diesem Institute herrschende Grundsatz der „Gegenseitigkeit“ befürwortete. Er gab ferner ein Handbuch der Staatslotterieanleihen (1841) heraus und beschäftigte sich mit der Einrichtung von Sterbekassen (Belehrungen über Begräbnißkassenvereine 1854), indem er die Prinzipien vorschrieb, nach welchen jene vielfach in ihrem Fortbestande bedrohten Einrichtungen zweckmäßig umgestaltet werden könnten. Schließlich bearbeitete er für den „Ehrentempel“ die Biographieen von Leibniz und Kant.

### Ehrungen, Pensionierung und Tod
Am 20. September 1860 feierte er das Jubiläum seines Eintritts in die Reihe der Dozenten der Universität Erfurt. Ein Jahr später wurde er ehrenvoll pensioniert. Er starb am 1. November 1870. Zu Ehren des Lebenswerks von Unger wurde er in einem Ölgemälde durch Eduard von Hagen porträtiert, welches sich in der Aula des Erfurter Realgymnasiums befindet.

## Schriften
- Vollständiges Handbuch der Arithmetik. 2 Bände. Erfurt 1816. 2. Auflage 1834.
- Das Wesen der Arithmetik. Erfurt 1816.
- Arithmetische Unterhaltungen. Erfurt 1812. 2. Auflage 1832.
- Leitfaden für den Unterricht im Kopfrechnen als Grundlage eines zweckmäßigen Unterrichts im Rechnen überhaupt. Erfurt 1842. 2. Auflage 1851.
- Abhandlungen über die wichtigsten Gegenstände der Arithmetik, besonders für Kaufleute und Rechnungsbeamte. Erfurt 1829.
- Neue Sammlung von Abhandlungen über die wichtigsten Gegenstände der Arithmetik. Erfurt 1882.
- Algebra für Geschäftsleute. Erfurt 1828.
- Handbuch der mathematischen Analysis in 4 Bänden. Erfurt 1824–1827.
- Die Geometrie des Euklid und das Wesen derselben. 1833 (online bei archive.org). 2. Auflage mit 550 Holzschnitten Erfurt 1852 (online bei archive.org)
- Praktische Uebungen für angehende Mathematiker. 2 Bände. Erfurt 1828/1829.
- Übungen aus der reinen und der angewandten Stereometrie. Erfurt 1830.
- Übungen aus der Statik und Mechanik der festen Körper für Techniker. 3 Bände. Erfurt 1829–1830 (online bei archive.org). 2. Auflage 1851–1854.
- Uebungen aus der angewandten Mathematik für Techniker und besonders für Architekten, Artilleristen, Ingenieure, Forst- und Bergbau-Beamte etc. Berlin 1830 (online beim Göttinger Digitalisierungszentrum).
- Handbuch der ebenen und sphärischen Trigonometrie. 1821.
- Anfangsgründe der praktischen Geometrie nach dem Französischen des Lacroix. Hrsg. Bechstein.
- Lehrbuch der Wahrscheinlichkeitsrechnung nach dem Französischen des Lacroix. Erfurt 1836.
- Über den mathematischen Unterricht auf Realschulen. Erfurt 1836.
- Das Wesen des geometrischen Satzes. Erfurt 1837.
- Kurzer Abriß der Geschichte der Zahlenlehre von Pythagoras bis auf Diophant. Erfurt 1843.
- Die Bedeutung der zwei Bücher des Apollonius von den Berührungen für die geometrische Analysis. Erfurt 1855.

## Auszeichnungen
- 1860: Ehrenbürgerschaft der Stadt Erfurt
- 1861: Roter Adlerorden IV. Klasse